# Motovun Film Festival

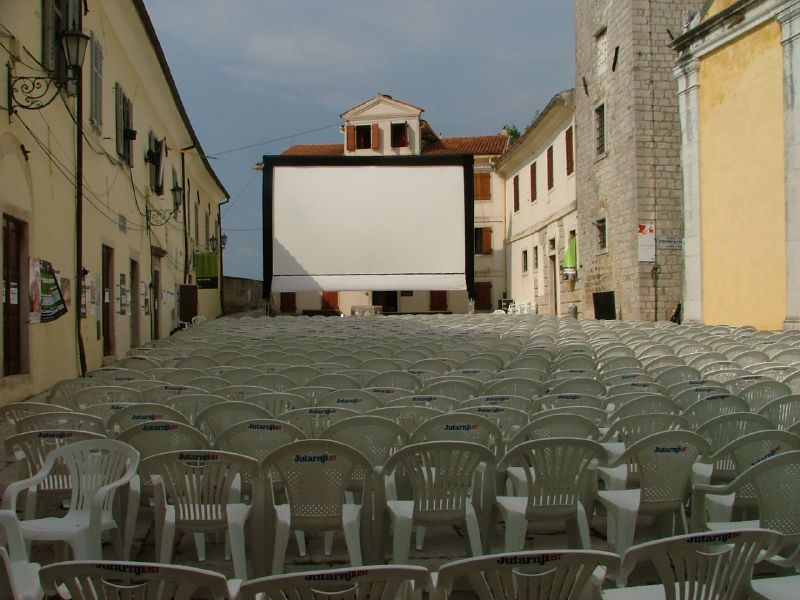
Motovun Film Festival

Das Motovun Film Festival ist ein internationales Filmfestival in der kroatischen Stadt Motovun.
Das kleine Festival, das ausschließlich in Freilichtkinos veranstaltet wird, findet jeweils in den Sommermonaten für eine Dauer von fünf Tagen statt. Das erste Festival im Jahr 1999 fiel mit der Sonnenfinsternis vom 11. August 1999 zusammen.
Seit 2000 wird der Propeller of Motovun als Hauptpreis eines internationalen Wettbewerbs und der Kurzfilm-Preis Motovun Online vergeben. Der internationale Filmkritikerverband FIPRESCI prämiert seit 2001 in Motovun einen Film mit dem FIPRESCI-Preis. Seit 2003 gibt es die Auszeichnung From A to A an den besten Film aus der Region (From Albania to Austria).
Die Motovun Film School bietet seit 2003 im Anschluss an das Filmfestival Seminare für Filmstudenten an.